# Robilant
Robilant (italià Robilante, piemontès Robilant) és un municipi italià, a la Val Vermenanha, dins de les Valls Occitanes, a la regió del Piemont. Limita amb els municipis de Bueves, Roascha, Rocavion i Vernante. L'any 2007 tenia 2.356 habitants.

## Administració
| Període | Identitat       | Partit        |
| ------- | --------------- | ------------- |
| 2004-   | Claudio Campana | Llista cívica |